# Iglusuaktalialuk Island
Iglusuaktalialuk Island är en ö i Kanada.   Den ligger i provinsen Newfoundland och Labrador, i landets östra del, 1 600 km nordost om huvudstaden Ottawa. Arean är 61 kvadratkilometer.
Terrängen på Iglusuaktalialuk Island är lite kuperad. Öns högsta punkt är 243 meter över havet. Den sträcker sig 9,7 kilometer i nord-sydlig riktning, och 9,7 kilometer i öst-västlig riktning.